# Margaret Whyte
Margaret Whyte   (Montevideo, 21 de febrer de 1940) és una artista visual uruguaiana.

## Trajectòria
Margaret Whyte va començar la seva activitat artística el 1972 al Cercle de Belles Arts de Montevideo. Va estudiar amb Clarel Neme, Jorge Damiani, Amalia Nieto, Rimer Cardillo, Hugo Longa i Fernando López Lage. Integra des dels seus inicis la Fundació d'Art Contemporani FAC.
La seva obra comprèn pintures, escultures toves, instal·lacions i intervencions en llocs específics. Whyte evoca la memòria dels materials que utilitza, fragments de vestits, estovalles i cobrellits brinden un intens colorit a les seves obres tèxtils en què qüestiona els ideals de bellesa i els seus rituals, com a forma de revaloritzar l'estètic independentment de la bellesa. Els seus acoblaments són acumulacions i capes de talls i esquinçats, embolicats, lligats i cosits, que proposen una reflexió sobre la situació de la dona, la bellesa, la moda i la seva lògica mercantil.
Whyte declara treballar amb tot allò que la commou, amb la naturalesa de les coses, perseguint una necessitat de trobar-les, unir-les i comparar-les.
El 2014 va rebre el Premi Figari en reconeixement de la seva trajectòria. El jurat, integrat per Olga Larnaudie, Lacy Duarte i Enrique Aguerre, va destacar l'extremada singularitat de les seves obres i el referent intergeneracional que és l'artista al mig de l'art uruguaià.

## Exposicions
- Lo que queda, Espai d'Art Contemporani, 2012.
- Belleza compulsiva, Museu Nacional d'Arts Visuals (MNAV), 2009.
- Madame Butterfly, intervenció, escalinata Teatre Solís, Montevideo, 2009.
- Kanga, intervenció, ascensor del CCE, Montevideo, 2008.
- Pliegues, Centre d'exposicions Subte, 2007.
- Cuerpos atávicos, Col·lecció Engelman-Ost, 2003.
- Hasta que duela, Cabildo de Montevideo, 2003.
- Espacios medios, Molí de Pérez, Montevideo, 2001.
- Cajas de Petri, Sala Vaz Ferreira, Montevideo, 1999.
- Misterios y ritos, Museu del Gautxo i la Moneda, Montevideo, 1996.
- Las cosas mismas, Museu Juan Manuel Blanes, Montevideo, 1995.
- Pinturas, Museu d'Art Contemporani (MAC), Montevideo, 1992.

## Premis
- 1975, Premi Adquisició, 39è Saló Nacional d'Arts Plàstiques i Visuals.
- 1996, Premi Ministeri de Turisme, VI Biennal de Primavera, Salto.
- 1997, Premi Especial i Adquisició, Saló de Pintura Centenari del Banc de la República.
- 1998, Premi Biennal de Primavera, Salto.
- 2014, Premi Figari a la trajectòria, MEC-BCU.